# PALC (группа)
PALC (произносится как «ПАЛК») — московская мультижанровая группа, исполняющая музыку в стилях рок, рэп и фанк. Образована в 2018 году блогерами Михаилом Сеином и Таисией Пальцевой. Свою известность группа получила в 2019 году, благодаря композиции «Тараканы».

## Известность
Известность группа получила практически сразу после создания, исполнив первую композицию «Тараканы» в 2019 году. Изначально эта песня была написана для другого исполнителя, но в конечном итоге не подошла. Композиция набрала большую популярность в соцсетях «TikTok» и «YouTube», а позже на песню был снят видеоклип, также получивший широкую известность. В 2021 году на песню «Тараканы» был записан кавер в исполнении диджея BassnPanda.
После успеха первой композиции исполнители, участвовавшие в её создании решили продолжать выпускать треки и образовали группу «PALC».
Второй песней группы стала композиция «Буцефал», исполненная в 2019 году. На песню также вышел официальный клип.
В 2019 году Моргенштерн объявил о старте конкурса «Пальма, го фит», победитель которого получал возможность записать с исполнителем совместный трек. Победителем в конкурсе стала блогер Таисия Пальцева, опубликовавшая композицию про море. После этого, в феврале 2019 года Моргенштерн и PALC съездили на Кипр. Результатом поездки стала их совместная песня «TURN IT ON!» и клип на неё. Позже Пальцева дала интервью и рассказала журналистам, что заданием конкурса было придумать что-то связанное с морем. Сначала группа хотела записать кавер на песню «Если б море было пивом» группы Дюна, но позже отказалась от этой идеи, сочинив свои слова к треку.
Затем группа победила в YouTube–шоу «Вписка», и в качестве приза с ней был снят полноценный выпуск.
В 2021 году группа записала кавер на песню инди-поп-группы «Гокки» «Мы не похожи».
В 2023 году группа PALC снова вышла на сцену с песней «Там». Песня была исполнена совместно с группой Anakondaz.

## Развитие карьеры
Группа начала свою музыкальную карьеру с записи каверов на треки известных рэперов таких как Хаски, Оксимирон и других. Свои композиции группа стала записывать чуть позднее, когда к группе присоединился Михаил Сеин (российский ютубер, делающий контент о музыке, искусстве и близлежащих к ним темам) и стал писать тексты песен для PALC. С этого момента группа стала выпускать свои треки и альбомы, такие как «Пагубное влияние» (2019), «Переповтор» (2021) и «ВИЖУ» (9 сентября 2022) (альбом вошёл в топ альбомов года).
В 2024 году группа PALC создала сайд-проект «Пальцева Экспириенс» и стала выпускать треки уже под этим названием. Тексты песен для проекта пишет Мария Дурманова. Официальный сайт фестиваля «Дикая мята», когда проект впервые появился на нём, охарактеризовал его так: «Пальцева Экспириенс — это музыкальное путешествие, в котором артистка эксперементирует со звучанием, создавая атмосферу волшебства. Это нежность, лёгкость и блёстки, перемешанные пополам с искренней девичьей тоской и обёрнутые звучанием смарт-неопопа». 20 мая 2025 года был проведён первый квартирник проекта.

## Состав
- Глеб Орлов — клавишник, звукорежиссёр
- Павел Звидран — гитарист
- Степан Пукалов — барабанщик
- Тимофей Болезнов — бас-гитарист
- Таисия Пальцева — солистка

## Биография участников группы
Таисия Пальцева родилась 16 сентября 1998 года в Москве, в районе Строгино, хотя её родители были не москвичами и до определённого детского возраста не покидала район. В детстве увлекалась музыкой и эксперементировала с её звучанием. Мама Таисии работала учителем музыки в школе, куда позже пошла учиться будущая певица. Родители не мешали ей развиваться в музыкальном направлении. Таисия в школе отличалась от всех своих одноклассников и её не интересовала большая часть обычных дел, которыми занимались все остальные подростки, поэтому она уделяла больше свободного времени своему музыкальному хобби, а окончив девятый класс твёрдо решила посвятить свою жизнь музыке.

## Дискография

### Дискография группы «PALC»
| Название трека   | Год выпуска | Исполнитель                         |
| ---------------- | ----------- | ----------------------------------- |
| Судно            |             | PALC (cover на Молчат Дома)         |
| Не от мира сего  | 2018        | PALC (cover на Oxxxymiron)          |
| Соечка           | 2018        | PALC (cover на Славу КПСС)          |
| Сюрная           | 2018        | PALC (cover на 5'nizza)             |
| Реанимация       | 2019        | PALC (cover на Гражданскую Оборону) |
| Пироман 17       | 2019        | PALC (cover на Хаски)               |
| Тараканы         | 2019        | PALC, Fэrctak                       |
| Буцефал          | 2019        | PALC                                |
| Пагубное влияние | 2019        | PALC                                |
| Примитивщина     | 2019        | PALC                                |
| Замри            | 2019        | PALC                                |
| День             | 2019        | PALC                                |
| Скотобойня       | 2019        | PALC                                |
| TURN IT ON!      | 2019        | PALC, Моргенштерн                   |
| Во дворе         | 2020        | PALC                                |
| С каждым         | 2021        | PALC                                |
| Мы не похожи     | 2021        | PALC, Гокки                         |
| Мокуджин         | 2021        | PALC                                |
| Переповтор       | 2021        | PALC                                |
| Песня номер 8    | 2021        | PALC                                |
| Залип            | 2022        | PALC                                |
| Совпадения       | 2022        | PALC                                |
| Чердак           | 2022        | PALC                                |
| Гриб             | 2022        | PALC                                |
| Вижу             | 2022        | PALC                                |
| Связь            | 2022        | PALC                                |
| Армагеддон       | 2023        | PALC, КУОК                          |
| Психонавт        | 2023        | PALC                                |
| Ипохондрик блюз  | 2023        | PALC                                |
| Осень            | 2023        | PALC                                |
| В лоб            | 2023        | PALC                                |
| Грустно          | 2023        | PALC                                |
| Ко мне           | 2023        | PALC, Екатерина Яшникова            |
| Мальчик          | 2024        | PALC, hehehe                        |
| Топоры           | 2024        | PALC                                |
| Бисер            | 2024        | PALC                                |
| Страшно          | 2024        | PALC                                |
| 17               | 2024        | PALC                                |
| Живое            | 2024        | PALC                                |
| Мы               | 2024        | PALC                                |
| Письмо           | 2024        | PALC                                |
| Слова            | 2024        | PALC, Наша Таня                     |
| Тропы            | 2025        | PALC, noroyal                       |
| Инфоповод        | 2025        | PALC                                |
| Щелбан           | 2025        | PALC                                |

### Дискография сайд-проекта «Пальцева Экспириенс»
| Название         | Год  | Исполнитель                                |
| ---------------- | ---- | ------------------------------------------ |
| Цыгане из Парижа | 2021 | Пальцева Экспириенс (cover на Скриптонита) |
| Королева драм    | 2024 | Пальцева Экспириенс                        |
| В блюре          | 2024 | Пальцева Экспириенс                        |
| Синонимы         | 2024 | Пальцева Экспириенс                        |
| Засыпай          | 2024 | Пальцева Экспириенс                        |
| Идеал            | 2024 | Пальцева Экспириенс                        |
| Соловей          | 2025 | Пальцева Экспириенс                        |
| Музы             | 2025 | Пальцева Экспириенс                        |
| Никуда           | 2025 | Пальцева Экспириенс                        |
| Едва ли          | 2025 | Пальцева Экспириенс                        |
| Падаем           | 2025 | Пальцева Эспириенс                         |

### Интервью
- Это мой город: Как солистка группы PALC относится к своей жизни в Москве – МосквичMag.
- Солистка группы PALC о выгорании, объективации в аниме и свободе в музыке – Горящая изба.
- Блиц с группой PALC о Черепашках Ниндзя, любимых пальцах и новой музыке – 2×2.медиа.
- Синергия творческих умов. Интервью с группой PALC про стеб над гадалками, любовь к речитативу и фит с Anacondaz – SRSLY